# Goryphus pictipennis
Goryphus pictipennis là một loài tò vò trong họ Ichneumonidae.